# Els Cóms (Boumort)
Els Cóms, és un paratge del terme municipal de Conca de Dalt, al Pallars Jussà, a l'antic terme d'Hortoneda de la Conca, en territori de l'antic poble d'Herba-savina.
Està situat al sud-oest de la Serra de Boumort, a migdia de la Matella del Serrat Blanc i al nord del Serrat Blanc. Per la seva part superior passa el Camí de les Bordes de Segan, i hi neix la llau de Pleta Torrent.